# Rue du Conventionnel-Chiappe
La rue du Conventionnel-Chiappe est une voie du  13e arrondissement  de Paris et plus précisément du quartier de la Maison-Blanche (51e quartier de Paris).

## Origine du nom
Cette rue porte le nom d'Ange Chiappe (1766-1826), membre et secrétaire de la Convention nationale.
Ce nom fut attribué par un arrêté du 11 avril 1932, à l’époque où un parent (son arrière-petit-neveu) du conventionnel Chiappe, Jean Chiappe (1878-1940) exerce les fonctions de préfet de police de la Seine (il le fut de 1927 à 1934).
C’est le seul odonyme de Paris mentionnant la qualité de « conventionnel », pour Alfred Fierro : « [En] 1932, le titre est nécessaire pour éviter l’assimilation du préfet de police d’alors. »
Certains Parisiens savent que ce patronyme corse est à prononcer comme s’il était écrit « Kiappe » (kjap en notation API).
Cette rue du Conventionnel-Chiappe ne doit pas être confondue avec l'avenue Jean-Chiappe qui exista à Paris de 1941 à 1945 : devenu haut-commissaire de France au Levant, l’ancien préfet mourut en effet au service du régime de Vichy.

## Historique
Cette rue est ouverte et prend sa dénomination actuelle en 1932, sur l'emplacement du bastion no 88 de l'enceinte de Thiers.